# Вьодос-Абанс-де-Ба
Вьодо́с-Аба́нс-де-Ба (фр. Viodos-Abense-de-Bas) — коммуна во Франции, находится в регионе Аквитания. Департамент — Атлантические Пиренеи. Входит в состав кантона Монтань-Баск. Округ коммуны — Олорон-Сент-Мари.
Код INSEE коммуны — 64559.

## География
Коммуна расположена приблизительно в 680 км к югу от Парижа, в 180 км южнее Бордо, в 45 км к западу от По.
На востоке коммуны протекает река Сезон.

### Климат
Климат тёплый океанический. Зима мягкая, средняя температура января — от +5°С до +13°С, температуры ниже −10 °C бывают редко. Снег выпадает около 15 дней в году с ноября по апрель. Максимальная температура летом порядка 20-30 °C, выше 35 °C бывает очень редко. Количество осадков высокое, порядка 1100 мм в год. Характерна безветренная погода, сильные ветры очень редки.

## Население
Население коммуны на 2010 год составляло 765 человек.
| 1962 | 1968 | 1975 | 1982 | 1990 | 1999 | 2010 |
| ---- | ---- | ---- | ---- | ---- | ---- | ---- |
| 770  | 808  | 879  | 911  | 831  | 743  | 765  |

## Администрация
| Период | Период | Фамилия              | Партия       | Примечания |
| ------ | ------ | -------------------- | ------------ | ---------- |
| 1995   | 2001   | Жан-Шарль Баркоисбид |              |            |
| 2001   | 2020   | Пьер Сюэскён         | Разные левые |            |

## Экономика
В 2010 году среди 464 человек трудоспособного возраста (15-64 лет) 332 были экономически активными, 132 — неактивными (показатель активности — 71,6 %, в 1999 году было 71,5 %). Из 332 активных жителей работали 311 человек (164 мужчины и 147 женщин), безработных было 21 (10 мужчин и 11 женщин). Среди 132 неактивных 31 человек были учениками или студентами, 72 — пенсионерами, 29 были неактивными по другим причинам.

## Фотогалерея
- Мэрия и фронтон (площадка для игры в пелоту)
- Церковь
- Интерьер церкви
- Мост через реку Сезон
- Баскские стелы
- Баскская стела